# Чернігівець Яків Степанович
Чернігівець Яків Степанович (*? —1628 — 1679 — ?) — полковник Балаклійського слобідського козацького полку. Козацький отаман. Засновник (осадчий) декількох міст на території сучасної Харківської області. Походження і біографія Якова Степановича до появи на Полтавщині достеменно невідомі. Вперше значимо фігурує як сотник Балаклійської сотні та один з організаторів повстання 1657-го року.

## Осадчий
Яків Чернігівець зустрічається з бєлгородським воєводою князем Григорієм Григоровичем Ромодановським. Він звернувся до воєводи, з проханням оселиться зі своїми задніпровськими черкасами покликаними «на государеве ім'я», на татарських перелазах (бродах), вниз по Сіверському Дінцю, у його притоки річки Буликлеї (сучасна Балаклійка). Слід зауважити, що в 60-х роках XVII століття, територія сучасного Балаклійського району (Харківської області) була абсолютно безлюдна. Там можна було зустріти лише сторожові роз'їзди, що спостерігали за степом, або ж татарські загони.
Князь Ромодановський відправляє на вказану чернігівцем територію «роз'їздщиків» (посадова особа в апараті білгородського воєводи, що перевіряли чи має сенс для Московської держави пристрій поселення, на обраному місці). Їх звіт свідчив те, що улаштування на річці Буликлеї фортеці дозволить перекрити татарам переправу через річку Сіверський Донець і завчасно попереджати інші міста про чергове нашестя. Воєвода видає дозвіл Чернігівцю на будівництво і заселення міста, так само на пристрій фортець на річкових перелазах (бродах).
Яків Степанович знову з'являється в Бєлгороді через рік (31 липня 1664), з доповіддю воєводі. Було засновано місто, назване по річці Балаклією. Його населення становило 200 сімей черкас, і прибуття нових переселенців з-за Дніпра тривало. Ромодановський залишився незадоволений доповіддю і велів Чернігівцю скласти повний опис фортеці (міста) і скласти креслення. Після виконання цього, Ромодановський відправляє його до Москви з доповіддю царю. Свою поїздку до Москви він повторив у 1667 році.
Крім власне Балаклії їм були засновані укріплені міста: Андрієві Лози, Бишкин, Лиман, Савінський (Савинці). Також він побудував на річці Донець фортецю Ізюм. При Якові Чернігівці, був знову заселений занепалий Царьов-Борисов (сучасне селище Оскіл), місто, засноване за часів царя Бориса Годунова (1599 рік). Всі засновані міста, перебували на бродах і були перешкодою для переправи татарських роз'їздів.

## Полковник
У 1668 році відбулося повстання гетьмана Івана Мартиновича Брюховецького за від'єднання України від Московського царства. Його підтримали й деякі поселення Слобожанщини. Повстали Царьов-Борисов, Маяцьк (сучасне село Маяки), Валки, Зміїв, Мерефа (місце проживання запорізького кошового отамана Івана Сірка). Жителі цих поселень спалили свої будинки, і пішли з Сірком за Дніпро. Не встояли й балаклійці. Яків Чернігівець, залишившись вірним цареві, намагався втихомирити їх, але це вдалося лише щодо половини балаклійців.
Після приборкання повстання, уряд провів розслідування. Винних карали, «вірних» нагороджували. Яків Степанович опинився серед нагороджених. За вірну службу цар Олексій Михайлович в 1670 році призначив козацького отамана Балаклійським полковником. Побудовані отаманом містечка і всі підпорядковані йому черкаси, склали Балаклійський слобожанської козацький полк, з полковником на чолі та сотниками, отаманами та іншою старшиною, яка жила по містах.
Під час повстання (1670—1671 років) Степана Разіна, частина міст знову стала на бік повсталих. Балаклія опинилася серед повсталих, полковник Чернігівець змушений був покинути місто, що зайняли бунтівні донські козаки (за допомогою місцевого населення).

## Опала
У 1677 році Яків Чернігівець був усунений від полковництва воєводою Ромодановським. Причина опали невідома. У доповіді цареві вказана причина «за полкову провину». Полк передається у ведення Харківського полковника Григорія Донця. Здавши свій полк і проживши в Балаклії два роки, Яків Чернігівець вирушає до Москви з чолобитною (1679). Цар Федір Олексійович приймає його, але відмовляє в його проханні та залишає наказ Ромодановського в силі. На думку істориків (які вивчали історію Слобідських полків та Харківського слобідського козацького полку зокрема) Є. А. Альбовського і Д. І. Багалія, своїм падінням Чернігівець «зобов'язаний» Харківському полковнику Григорію Донцю. Григорій Донець, знаходився в чудових стосунках з бєлгородським воєводою. Саме завдяки Ромодановському, він, вірогідно, домігся розширення свого полку коштом поглинання Балаклійського полку. Після остаточного усунення від полковництва, Чернігівець продовжував жити в Балаклеї, під скромною назвою «Черкашин» і осадчий. Подальша його доля не відома.

## Слід в історії Слобожанщини
Слід згадати також, що майже відразу після скасування Балаклійського полку Григорій Донець зайнявся активними перетвореннями в даному районі. У 1682 році він переносить місто Ізюм на нове місце, розширює його, перетворюючи його на повноцінне полкове місто (1685 рік) в результаті виділяє територію Балаклійського полку з Харківського під найменуванням вже Ізюмського слобідського козацького полку.
Повсюдно ім'я Якова Чернігівця викреслювали зі списків засновників міст. Як, наприклад, засновником міста Ізюм значиться Григорій Донець, теж повторюється і з іншими містами, які заснував Чернігівець.